# Râul Românul
Râul Românul este un curs de apă, afluent al râului Apa Roșie. 

## Hărți
- Harta Munții Nemira  Arhivat în 14 aprilie 2010, la Wayback Machine.
- Harta județului Covasna
- Ovidiu Gabor - Economic Mechanism in Water Management  Arhivat în 5 martie 2009, la Wayback Machine.